# 末広製菓
株式会社末広製菓（すえひろせいか）は、新潟県新潟市西蒲区に本社を置き、米菓・スナック菓子を中心とした菓子類と弁当、サンドイッチ、おにぎりなどのデリカ製品の製造・販売を行う食品メーカー。山崎製パン傘下。

## 概要
1949年に新潟市末広町（現：東区）で末広製菓株式会社として創業。当初は米菓の製造販売を主力事業とし、「雪国あられ」「こいちゃせんべい」などを主力製品として業績を伸ばした。
しかし1970年代初頭に経営危機に陥り、1973年に山崎製パンの経営支援を受けて再建。商号を現社名に改称し、本社・工場を現所在地の西蒲原郡岩室村大字西長島（現：新潟市西蒲区）へ移転して米菓の製造を再開し、1976年にはスナック菓子の製造ラインを増設した。なお、経営危機によって製造が途絶えた「雪国あられ」は1976年に別途発足した大阪屋雪国あられ株式会社（現：雪国あられ株式会社）によって製造を再開したが、同社は現在の末広製菓との資本関係は無い。
1983年、山崎製パンが全株式を取得して100%子会社となり、翌1984年からはヤマザキショップやヤマザキデイリーストアをはじめとする県内外のスーパー・コンビニエンスストア向けの弁当・サンドイッチなどデリカ製品の製造を開始した。その後1995年、山崎製パンの連結対象子会社となった。
1999年、長岡市南七日町に長岡工場を増設して生産体制を増強し、デリカ製品は本社工場と長岡工場の2箇所で製造していたが、2004年の新潟県中越地震の影響で個人消費が落ち込むなど業績が悪化したため、2005年8月に閉鎖。現在は本社でのみ製造業務を行っている。
サンドイッチ製造の際に副産物として発生するパンの耳を原料に活用したスナック菓子「揚げパンスナック」を開発し、2007年の「食品リサイクル推進環境大臣賞」を受賞した。このパンの耳の活用技術は、2009年に山崎製パンが発売した菓子パン「チョコの山」にもフィードバックされている。

## 事業所
- 本社・工場
  - 住所：新潟県新潟市西蒲区西長島779番地

## 製品
- 米菓（あられ・せんべい）
- スナック菓子（ひねり揚げ等）
- ドーナツ
- シュークリーム
- ラスク
- 弁当
- おにぎり
- サンドイッチ
- 麺